# ザ・トゥナイト・ショー
『ザ・トゥナイト・ショー』（The Tonight Show）は、1954年からアメリカNBCで放送されている深夜トーク番組シリーズ。以前はロサンゼルスの様々なスタジオで収録されていたが、現在はニューヨークのロックフェラーセンターから放映されている。

## 放送期間
放送期間が全米のエンターテイメント番組で最長であり、またNBCの番組全体で『ミート・ザ・プレス』、『トゥデイ』に続き3番目に長い。エンターテイメント番組として世界で最長かどうかは議論の余地がある。1954年に放送を開始した『ザ・トゥナイト・ショー』はフォーマットを変えながら続いているのに対し、1962年に開始したアイルランドの『ザ・レイト・レイト・ショー』は開始以来フォーマットを変えずに放送を続けているため、世界最長を主張している。

## 司会者
『ザ・トゥナイト・ショー』の司会はスティーヴ・アレン(1954年–1957年)、ジャック・パール(1957年–1962年)、ジョニー・カーソン(1962年–1992年)、ジェイ・レノ(1992年–2009年、2010年–2014年)、コナン・オブライエン(2009年–2010年)が務めた。特にパーソンやカーソンの頃にはゲスト司会者が出演することもあった。1962年秋から1992年春までの30シーズン続いた『ザ・トゥナイト・ショー・スターリング・ジョニー・カーソン』のジョニー・カーソンが最長の司会者である。ジェイ・レノは1992年から2009年と2010年から2014年の2回務めている。
2013年4月3日、NBCは『ザ・トゥナイト・ショー』にジミー・ファロンを起用することを発表した。ソチオリンピック開催中の2014年2月17日、『ザ・トゥナイト・ショー・スターリング・ジミー・ファロン』として放送開始され、1972年以降初めて収録地がニューヨークとなる。

## 司会者の推移
1950年に開始したNBCの『Broadway Open House 』は深夜番組の先駆けであった。1952年にニューヨークのWNBCで放送開始したスティーヴ・アレンが司会をしていた40分間のローカル番組『スティーヴ・アレン・ショー』(当初『The Knickerbocker Beer Show 』)から『ザ・トゥナイト・ショー』のフォーマットに採用された。1954年9月上旬、『トゥナイト!』と名を変え、NBCネットワークで全米に放送されるようになった。
| 司会者名                 | 放送開始      | 放送開始 | 放送終了      | 放送終了 | 題名および特記事項 | 放送回数 |
| 司会者名                 | 日時          | 年齢     | 日時          | 年齢     | 題名および特記事項 | 放送回数 |
| ------------------------ | ------------- | -------- | ------------- | -------- | --- | -------- |
| スティーヴ・アレン       | 1954年9月27日 | 32       | 1957年1月25日 | 35       | トゥナイト・スターリング・スティーヴ・アレン Tonight Starring Steve Allen                                                      | 2,000    |
| アーニー・コヴァックス   | 1956年10月1日 | 37       | 1957年1月22日 | 37       | 月曜および火曜の司会 | 2,000    |
| ジャック・レクーリー     | 1957年1月28日 | 44       | 1957年6月21日 | 44       | 『トゥデイ』の元司会者で、ニュース番組として『トゥナイト!アメリカ・アフター・ダーク』の司会をした。                            | 2,000    |
| アル・ジャズボ・コリンズ | 1957年6月24日 | 38       | 1957年7月26日 | 38       | 『トゥデイ』に残ったレクーリーの後任                                                                                           | 2,000    |
| ジャック・パール         | 1957年7月29日 | 39       | 1962年3月30日 | 43       | 『トゥナイト・スターリング・ジャック・パール』および『ジャック・パール・トゥナイト』の題名でフォーマットはトーク番組になった。 | 2,000    |
| その他                   | 1962年4月2日  | N/A      | 1962年9月28日 | N/A      | パールとカーソンの繋ぎ。グルーチョ・マルクス、マーヴ・グリフィン、ビル・カレン、ジェリー・ルイス、モート・サールなど。         | 2,000    |
| ジョニー・カーソン       | 1962年10月1日 | 36       | 1992年5月22日 | 66       | ザ・トゥナイト・ショー・スターリング・ジョニー・カーソン The Tonight Show Starring Johnny Carson                               | 4,531    |
| ジェイ・レノ             | 1992年5月25日 | 42       | 2009年5月29日 | 59       | ザ・トゥナイト・ショー・ウィズ・ジェイ・レノ The Tonight Show with Jay Leno                                                    | 3,775    |
| コナン・オブライエン     | 2009年6月1日  | 46       | 2010年1月22日 | 46       | ザ・トゥナイト・ショー・ウィズ・コナン・オブライエン The Tonight Show with Conan O'Brien                                       | 146      |
| ジェイ・レノ             | 2010年3月1日  | 59       | 2014年2月6日  | 63       | ザ・トゥナイト・ショー・ウィズ・ジェイ・レノ The Tonight Show with Jay Leno                                                    | 835      |
| ジミー・ファロン         | 2014年2月17日 | 39       | –             | –        | ザ・トゥナイト・ショー・スターリング・ジミー・ファロン The Tonight Show Starring Jimmy Fallon                                  | –        |

Notes for hosting history
1. ↑  ジョニー・カーソン時代全ての司会者によるエピソードを含む
2. ↑  ゲスト司会者や『Weekend Tonight Show 』、『Best of Carson 』を含まない
3. ↑  レノ1回目の期間。計4,610エピソード
4. ↑  レノ2回目の期間。計4,610エピソード

### ジェイ・レノ(1992年–2009年)
1992年5月22日、ジョニー・カーソンが降板し、騒動の中ジェイ・レノが就任した。数年間、レノはカーソンの番組のゲスト司会者を務めていたにも関わらず、『ザ・トゥナイト・ショー』の後の時間帯に放送していた『レイト・ナイト・ウィズ・デイヴィッド・レターマン』の司会者であるデイヴィッド・レターマンがより早い時間帯である『ザ・トゥナイト・ショー』への出演を希望していただけでなく、カーソンを含む様々な人々からレターマンが就任するのが自然だと考えられていた。カーソンの後任がレノに決まり、レターマンはNBCを離れ、『ザ・トゥナイト・ショー』と同じ時間帯にCBSで『レイト・ショー・ウィズ・デイヴィッド・レターマン』の司会を開始し、以来ライバル番組となっている。その後レノが降板し、コナン・オブライアンが就任した。

### コナン・オブライアン(2009年–2010年)
2004年9月27日、『ザ・トゥナイト・ショー』50周年を迎え、NBCは2009年にジェイ・レノの後任にコナン・オブライアンを据えることを発表した。レノはコナンに譲歩し、彼がレターマンとの間に起こった交代劇で経験した辛い感情を繰り返すことを避けたいと考え、2009年5月29日放送の最終回でオブライアンについて「この司会者として最もふさわしい人物」だと語った。1972年から続いてきたバーバンクのスタジオから移動し、翌週の2009年6月1日からユニバーサル・スタジオ・ハリウッド裏の新しいスタジオ1からコナン・オブライアンの番組が放送開始した。一方レノは『ザ・トゥナイト・ショー』の前の時間帯のゴールデンタイムにトーク番組『ザ・ジェイ・レノ・ショー』の司会に就任した。

#### 放送時間帯騒動およびレノの復帰
オブライアンの観客はレノの番組と比較して減少し、レターマンの番組に比べ視聴者数が200万人少なかった。レノの番組はかなり良く、いくつかのNBC支局はニュース番組の視聴率に影響が出ると批判した。
2010年1月7日、複数のメディアがレノおよびオブライアン双方の番組が視聴率低下により、NBC支局からの圧力もあり、2010年3月1日よりレノの番組が1時間から30分に短縮され平日22:00から23:35から開始するよう変更すると報じた。2月15日から2月26日、バンクーバーオリンピックのためNBCの番組は一時的に時間帯が変更になっていた。このため『ザ・トゥナイト・ショー』は番組史上初めて24:05から始まることとなった。
1月10日、NBCは2月12日までにできるだけ早くこの時間帯の変更を行なうことを正式に認めた。芸能ニュースサイトのTMZによると、オブライアンにはこの時間帯の変更について事前通告もなくいきなり24:05からの1時間番組にするか、NBCを離れるかの二択を迫られた。1月12日、オブライアンはもし時間帯が24:05に移動するならNBCを離れると声明を出し、「テレビ史上最も重要な番組である『ザ・トゥナイト・ショー』の時間帯変更を他のコメディ番組に当てはめてみると、大きなダメージを受けるに違いないと考える。『ザ・トゥナイト・ショー』が24:05から放送されることは文字通り「今夜の番組」ではなくなるのだから」と語った。
1月21日、NBCはオブライアンが3,300万ドルで『ザ・トゥナイト・ショー』を離れることとなったと報じた。オブライアン降板に伴い、約200名の彼のスタッフは1,200万ドルを受け取って去ることとなった。1月22日金曜日の放送をもって降板し、22年間にも及ぶNBCとの関係を断ち切った。2010年3月1日よりレノが『ザ・トゥナイト・ショー』の司会に復帰した。2010年11月8日、オブライアンはケーブル・チャンネルのTBSで深夜番組『Conan 』の司会に就任した。

### レノ2回目の司会(2010年–2014年)
2010年3月1日、ジェイ・レノはアナウンサーにウォーリー・ウィンガートを従え『ザ・トゥナイト・ショー』に復帰した。2010年4月12日、バンドリーダーのケヴィン・ユーバンクスが18年間におよぶ出演に5月28日で終止符を打つことを発表した。6月7日より、バンドリーダーの後任はリッキー・マイナーになった。2010年7月1日、2010年7月1日、『バラエティ』誌はレノが復帰して約半年、レノの最初の就任の1992年以降最低の視聴率であると報じた。2010年9月までにオブライアンの頃の視聴率よりも低下してしまった。NBCの視聴率専門家のTom Bierbaum は司会者が時代に合っておらず、オブライアンとレノとの交替劇が影響しているとし、視聴率低下は「全く驚くべきことではない」と語った。2010年10月、レノが復帰して初めてデイヴィッド・レターマンがレノの視聴率を抜いた。2011年5月までにレノはまたレターマンを追い抜き、以降レノの視聴率が優勢である。しかしながら2012年8月まで『ロサンゼルス・タイムズ』紙は『ザ・トゥナイト・ショー』はいくつかの問題を抱えており、その最大のものはNBCの経済危機であると報じた。2007年以降、『ザ・トゥナイト・ショー』の広告料が2億5,590万ドルから1億4,610万ドルまで40%以上落ち込んだ。この問題が現在も引き続いており、また視聴率は2002年から2003年のシーズンの580万人をピークに減少しているが、ニールセン視聴率によると現在平均350万人が視聴しており、この時間帯で最高の視聴率を誇っている。視聴率低下についてはCBSのレターマン、ABCの『ジミー・キンメル・ライブ!』だけでなく、『ザ・デイリー・ショー』、『コルベア・レポー』そしてオブライアンの『Conan 』のケーブル・テレビ番組など視聴者に選択の幅が広がったことが一因と考えられている。

### ジミー・ファロン(2014年2月-)

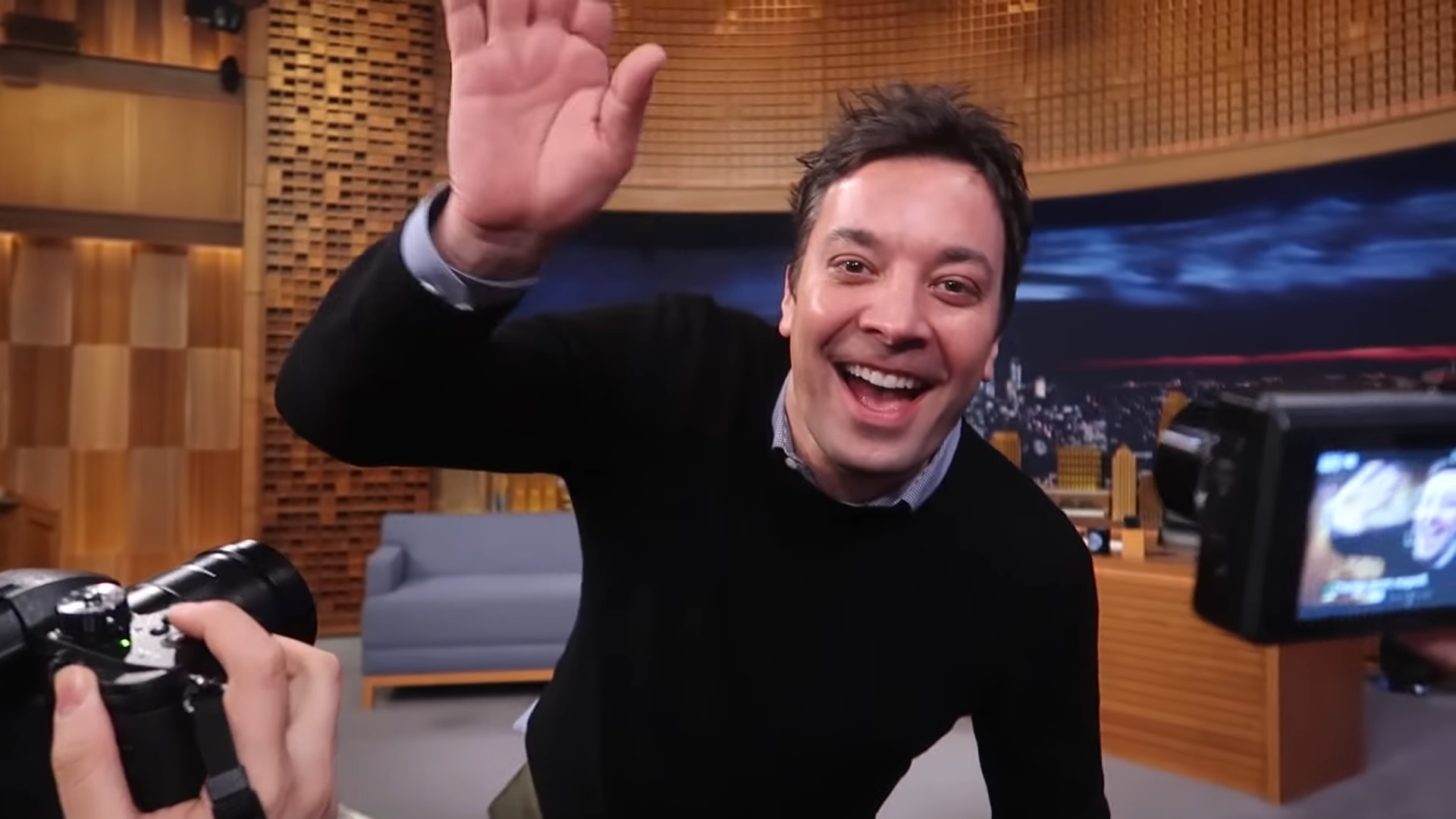
番組セットでのファロン（2019年）

2013年4月3日、数か月前から噂や推測があった通り、NBCはジェイ・レノが2014年で降板し、『ザ・トゥナイト・ショー』60周年を迎える2014年2月17日から後任にジミー・ファロンが就任することを正式に発表した。レノはNBCが放送するソチオリンピック終了翌日の2月24日を提案したが、最終的にオリンピック最中の2月17日で決定した。
2013年3月20日、NBCはオブライアンがユニバーサル・スタジオ・ハリウッドで収録していた期間を含め、42年におよぶカリフォルニア州南部での放送を終了し、スタジオをニューヨークに移転することを発表した。2014年からファロンが『ザ・トゥナイト・ショー』を収録するのに使うため、『レイト・ナイト・ウィズ・ジミー・ファロン』を収録していたスタジオ6Bの改修のため約500万ドルの予算が組まれた。スタジオ6BのあるNBCスタジオはジャック・パールが『ザ・トゥナイト・ショー』を収録するのに使っていた場所でもある。また1972年にバーバンクに移転するまでジョニー・カーソンもここで10年間収録していた。2013年9月3日、改修のため『レイト・ナイト・ウィズ・ジミー・ファロン』はスタジオ6Bからかつてレターマンやオブライアンが『レイト・ナイト』を収録していた6Aに移った。スタジオ6Bの客席は現在の189席から240席に増える。またNBCはローン・マイケルズがエグゼクティブ・プロデューサーとなることを発表した。2013年6月11日、NBCはタイトルを『ザ・トゥナイト・ショー・スターリング・ジミー・ファロン』と正式に発表し、『レイト・ナイト』の脚本家のエイミー・オゾルズがプロデューサーに就任することを発表した。

## 演奏
本番組では、一貫してトゥナイト・ショー・バンドが番組BGMの生演奏を行っている。番組テーマ曲も番組冒頭に生演奏される。